# Lepimormia tatrica
Lepimormia tatrica är en tvåvingeart som beskrevs av Günther Enderlein 1937. Lepimormia tatrica ingår i släktet Lepimormia och familjen fjärilsmyggor. Inga underarter finns listade i Catalogue of Life.